# Kim In-kyung
Kim In-kyung, née le 13 juin 1988, est une golfeuse sud-coréenne. Professionnelle depuis 2006, elle intègre le LPGA Tour en 2007. Elle compte dix titres professionnels, dont l'Open britannique en 2017.

## Biographie
Elle se qualifie sur le LPGA en fin d'année 2006, et choisit de passer professionnel à cette occasion. Elle remporte son premier tournoi l'année suivante lors du Long Drugs Challenge. En 2009 elle remporte deux tournois, le State Farm Classic sur le LPGA et le Dubai Ladies Open sur le Ladies European Tour  Durant l'année 2010, elle termine trois des quatre tournois majeurs dans le Top 5, et remporte son troisième titre sur le circuit américain lors du Lorena Ochoa Invitational. En décembre 2010, elle est récompensée du Rookie of the Year, titre récompensant la meilleure débutante sur le circuit européen.
En 2011, 2012 et 2013, elle termine dans les dix premières d'un majeur à cinq reprises, dont deux 2e place, mais elle ne réussit pas à remporter de tournoi. Elle renoue avec la victoire en 2014 sur le LET lors du ISPS Handa Ladies European Masters. Elle remporte le tournoi une deuxième fois en 2016, la troisième sur le circuit européen, avant de s'imposer au Reignwood LPGA Classic.
Elle remporte en juin 2017 deux tournoi du LPGA, le ShopRite LPGA Classic puis le Marathon Classic. Deux mois plus tard, elle remporte son premier majeur, l'Open britannique dames.

## Palmarès
Kim In-kyung compte au total dix titres professionnels, six sur le circuit de la LPGA (nord-américain), trois sur le circuit européen (LET) et l'Open britannique commun au deux circuits. Outre sa victoire, ses meilleures performances sur les tournois majeurs de la LPGA sont la deuxième au Kraft Nabisco en 2012 et à l'Open américain en 2013 et la troisième place à l'Open britannique en 2010 et à l'Open américain en 2008 et 2009.

### Victoires professionnelles

#### Majeur (1)
| Année | Tournoi          |
| ----- | ---------------- |
| 2017  | Open britannique |

#### LPGA Tour (6)
| Année    | Tournoi                                 |
| -------- | --------------------------------------- |
| 2008 (1) | Longs Drugs Challenge                   |
| 2009 (2) | State Farm Classic                      |
| 2010     | Lorena Ochoa Invitational               |
| 2016     | Reignwood LPGA Classic                  |
| 2017     | ShopRite LPGA Classic, Marathon Classic |

#### LET (3)
| Année    | Tournoi                            |
| -------- | ---------------------------------- |
| 2009 (2) | Dubai Ladies Masters (LET)         |
| 2014     | ISPS Handa Ladies European Masters |
| 2016     | ISPS Handa Ladies European Masters |

### Parcours en tournois majeurs
| Tournoi                   | 2006 | 2007 | 2008 | 2009 |
| ------------------------- | ---- | ---- | ---- | ---- |
| Championnat Kraft Nabisco | DNP  | DNP  | CUT  | T28  |
| Championnat de la LPGA    | DNP  | T21  | CUT  | 16   |
| Open américain            | CUT  | T61  | T3   | T3   |
| Open britannique          | DNP  | T42  | T9   | T20  |

| Tournoi                   | 2010           | 2011           | 2012           | 2013 | 2014 | 2015 | 2016 | 2017 |
| ------------------------- | -------------- | -------------- | -------------- | ---- | ---- | ---- | ---- | ---- |
| Championnat Kraft Nabisco | T44            | T10            | 2              | T55  | T39  | T51  | 49   | T27  |
| Championnat de la LPGA    | T5             | T12            | T25            | T22  | DNP  | CUT  | T30  | CUT  |
| Open américain            | 4              | T10            | CUT            | 2    | T30  | T35  | CUT  | CUT  |
| Open britannique          | T3             | T37            | T10            | T47  | CUT  | DNP  | T50  | 1    |
| The Evian Championship    | Majeur en 2013 | Majeur en 2013 | Majeur en 2013 | T19  | T27  | T16  | 6    | T10  |

DNP = N'a pas participé

CUT = A raté le Cut

"T" = Égalité

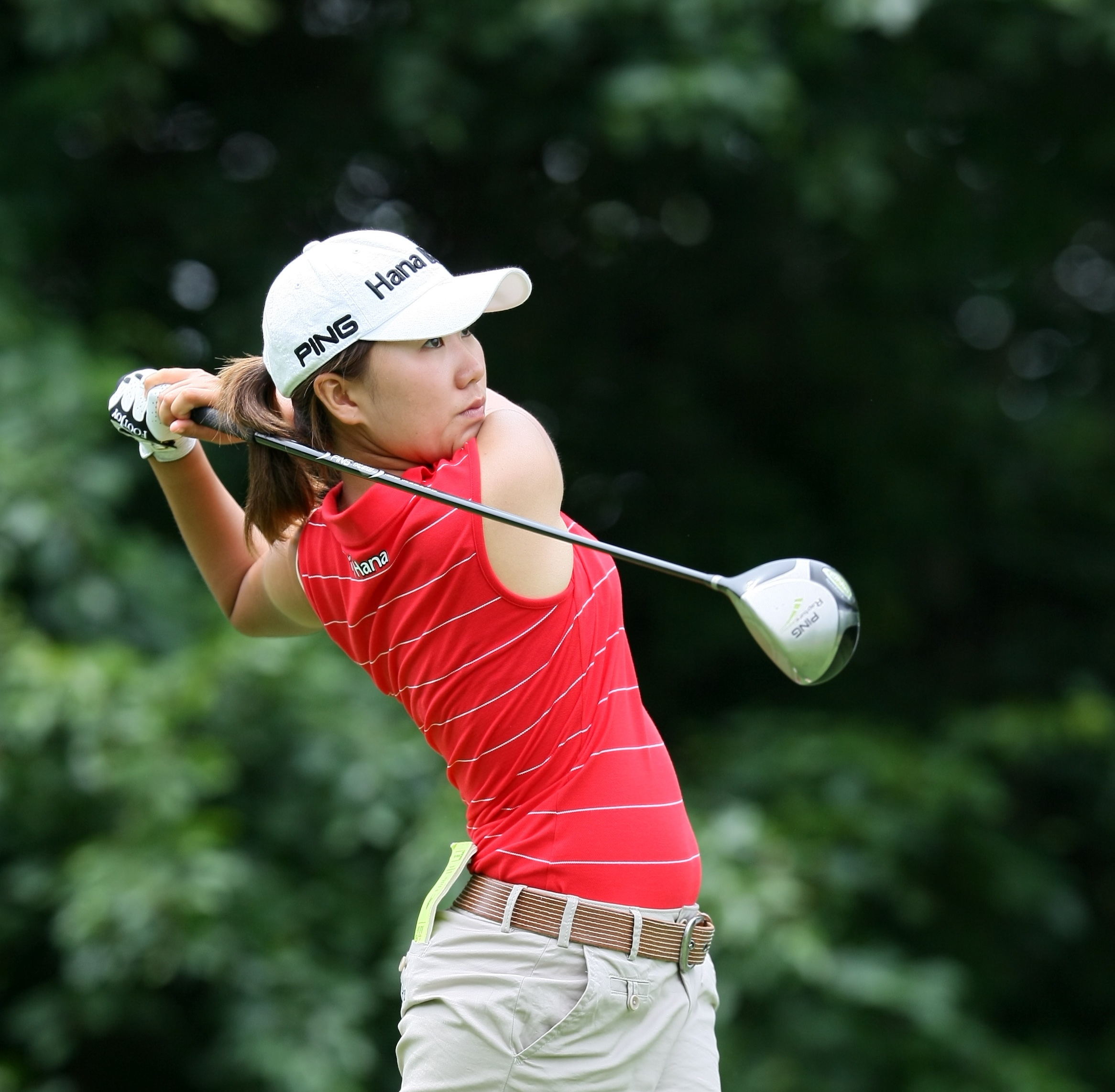
In-Kyung Kim au Championnat de la LPGA en 2009.

Le fond vert montre les victoires et le fond jaune un top 10.